# Водяно-Михайлівка
Водя́но-Миха́йлівка — село в Україні, у Кетрисанівській сільській громаді Кропивницького району Кіровоградської області. Населення становить 8 осіб.

## Населення
Згідно з переписом УРСР 1989 року чисельність наявного населення села становила 23 особи, з яких 10 чоловіків та 13 жінок.
За переписом населення України 2001 року в селі мешкало 8 осіб.

### Мова
Розподіл населення за рідною мовою за даними перепису 2001 року:
| Мова       | Відсоток |
| ---------- | -------- |
| українська | 87,50 %  |
| російська  | 12,50 %  |